# Pablo Esteve
Pablo Esteve y Grimau (1730 – Madrid, 1794) è stato un drammaturgo spagnolo.
Attivo a Madrid dal 1760, fu autore di 407 tonadillas e 72 commedie.